# Ralph Gustafsson
Karl Ralph Gustafsson, född 5 juli 1950 i Dagsbergs socken, Norrköpings kommun , är en svensk organist, dirigent och professor.

## Biografi
Sin grundläggande utbildning i orgel fick han av Birgit Lindkvist-Markström och Nils Eriksson i födelsestaden Norrköping. Studierna fortsatte därefter i Stockholm, först privat för Bengt Berg och därefter vid Kungl Musikhögskolan för Gotthard Arnér. Efter kyrkomusikaliska examina, musiklärarexamen och solistdiplom i orgel följde studier i Belgien för Flor Peeters och senare i Frankrike för Jean Boyer. 
Mellan 1976 och 1989 var Ralph Gustafsson verksam som organist och körledare i Nacka kyrka. Under denna period framträdde han flitigt som dirigent i de stora kyrkomusikaliska verken. 1989 tillträdde han organisttjänsten i Maria Magdalena kyrka i Stockholm där han kom att stanna till sin pensionering 2017.
Ralph Gustafsson har undervisat i orgel vid Ersta Sköndal högskola, Musikhögskolan i Malmö samt från 1989 vid Kungl Musikhögskolan i Stockholm där han 1997 utnämndes till professor. Han har även engagerats för masterclasses och föreläsningar vid festivaler och akademier i Sverige och utomlands samt fungerat som kontrollant och sakkunnig vid orgelbyggen.
Ralph Gustafsson konserterar flitigt internationellt med en repertoar som spänner från tidig barock till samtida musik. Han har spelat in ett stort antal CD-skivor med bland annat en närmast komplett dokumentation av den svenska senromantiska repertoaren för orgel. 2011 tilldelades han Gotthard Arnérs stipendium för orgelkonstens främjande. På YouTube och Vimeo finns videor där Ralph Gustafsson spelar J S Bachs samtliga sex triosonator, koralbearbetningar av Bach samt verk av Otto Olsson och Oskar Lindberg.

## Diskografi
- 1976 – Debut! Ralph Gustafsson spelar på Karlstad-dômens orgel (Proprius)
- 1986 – Julens sånger. Nacka Oratoriekör, solister, medl ur Kungl Hovkapellet. Dirigent: Ralph Gustafsson (Sound Movements)
- 1991 – Niels W Gade: The complete Organ Solo Music (BIS)
- 1994 – De Grigny, Du Mage, Clérambault. Ralph Gustafsson plays on the French classic Magnusson organ in Maria Magdalena Church, Stockholm (Naxos/Swedish Society)
- 1995–2007 – Swedish Romantic organ music

1. Gustaf Hägg: The Complete Works for Organ (Naxos/Swedish Society)
2. Oskar Lindberg: The Complete Works for Organ (Naxos/Swedish Society)
3. Emil Sjögren: The Complete Works for Organ (Naxos/Swedish Society)
4. Elfrida Andrée: The Complete Works for Organ (Naxos/Swedish Society)
5. Otto Olsson: The Complete Works for Organ (Naxos/Swedish Society)
6. Otto Olsson: The Complete Works for Organ (Naxos/Swedish Society)
7. Otto Olsson: The Complete Works for Organ (Naxos/Swedish Society)
8. Otto Olsson: The Complete Works for Organ (Naxos/Swedish Society)
9. Harald Fryklöf: The Complete Works for Organ Naxos/Swedish Society)

- 2011 – Francois Couperin: Messe des Paroisses (Ictus musikproduktion)
- 2013 – Johann Sebastian Bach: Famous arrangements (Ictus musikproduktion)
- 2018 – Ralph Gustafsson - Orgeln i Sofia kyrka, Stockholm (Ictus musikproduktion)